# Daniela Silivaș

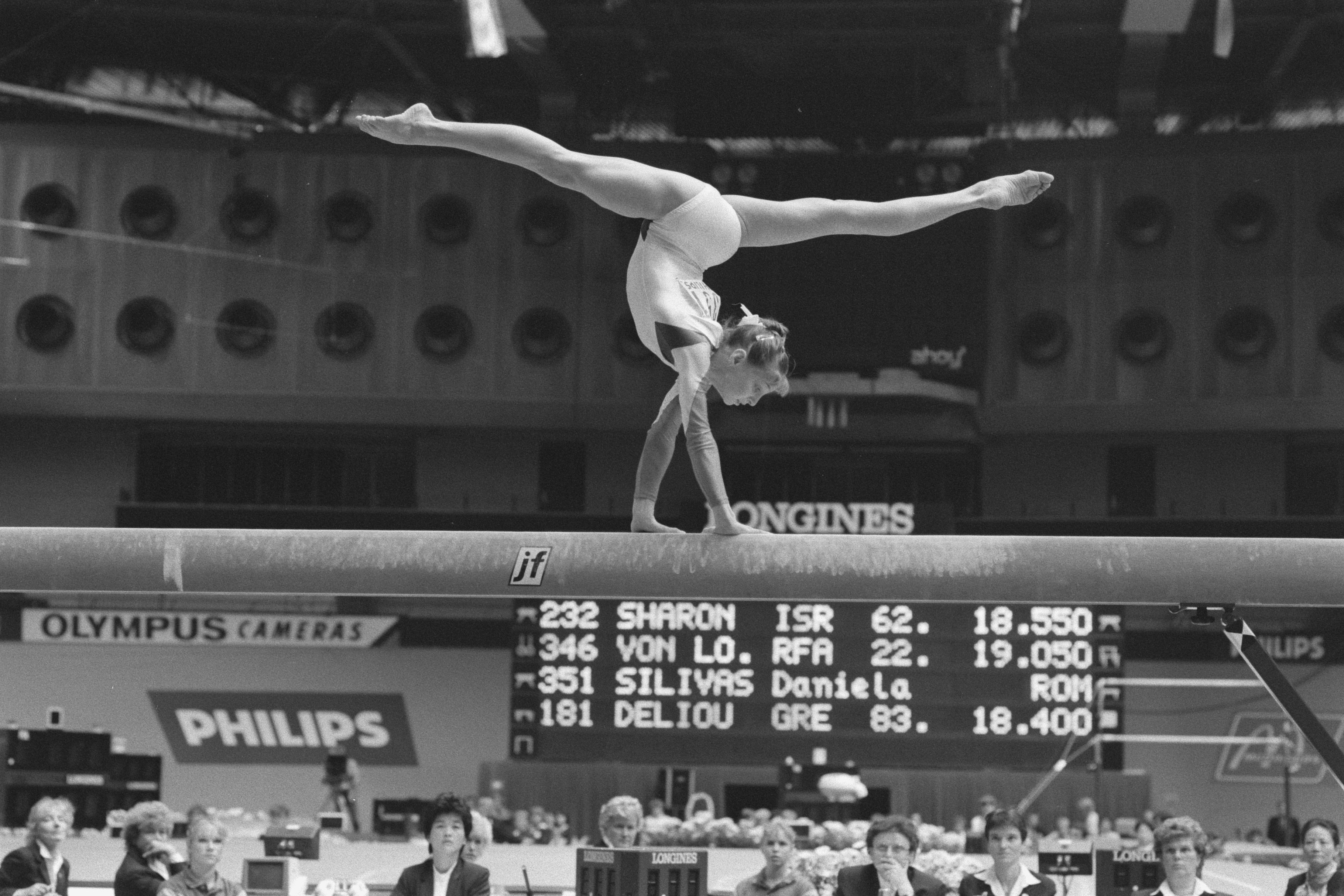
Daniela Silivaş en la viga de equilibrio, 1987

Daniela Silivaș (Deva, Rumanía, 9 de mayo de 1972) es una gimnasia artística rumana, tres veces campeona olímpica en 1988 en las pruebas de asimétricas, viga de equilibrio y suelo, y siete veces campeona del mundo entre 1985 y 1989 en diferentes pruebas. 

## Inicios
Empezó a practicar la gimnasia con solo 6 años y desde el principio sus entrenadores vieron que tenía magníficas condiciones. Su primer gran campeonato fueron los Campeonatos del Mundo de 1985 en Montreal. Años después se supo que los responsables de la federación rumana habían falsificado en dos años la edad de Daniela para que pudiera estar en este campeonato (la edad mínima eran 14 años), por lo que su año de nacimiento era 1972 y no 1970 como se creía. En estos campeonatos ganó la medalla de oro en la barra de equilibrios, por delante de su compatriota Ekaterina Szabo, campeona olímpica en 1984. Su segundo puesto en el concurso individual de la Copa del Mundo de 1986 en Pekín la convirtieron definitivamente en la líder del equipo rumano.
Su consagración llegaría en los Campeonatos de Europa de 1987 en Moscú donde además de vencer en el concurso individual, venció en tres de los cuatro aparatos (suelo, barra de equilibrios y barras asimétricas), y quedó segunda en el salto.
Era la favorita para alzarse con el Campeonato del Mundo que se disputó poco después en Róterdam, Países Bajos. Sin embargo una caída en la barra de equilibrios le restó casi todas las opciones. A pesar de todo la victoria fue para una rumana, Aurelia Dobre, y Rumanía venció también por equipos. Silivaş tuvo que conformarse con la medalla de bronce en el concurso individual por detrás de Dobre y de la soviética Yelena Shushunova, y con el oro en suelo y en paralelas asimétricas.

## Juegos de Seúl '88
La gran cita tendría lugar al año siguiente en los Juegos Olímpicos de Seúl 1988. En la competición por equipos las soviéticas consiguieron esta vez vencer a las rumanas. Sin embargo lo que más se recuerda de estos juegos es el agónico enfrentamiento entre la soviética Yelena Shushunova, campeona mundial en el 85 y subcampeona en el 87, y la rumana Daniela Silivaș por hacerse con la medalla de oro en la competición individual. Ambas gimnastas rozaron la perfección en todos y cada uno de sus ejercicios, y se llegó al último de los aparatos, el salto, con una ligera ventaja (0.025 puntos) de Daniela Silivaș sobre Shushunova. En el salto Silivaș obtuvo una puntuación de 9.950. De esta forma Yelena Shushunova, que saltaba después, tenía en su mano superar a la rumana, y para ello necesitaba conseguir un 10, es decir, un salto perfecto. Fueron unos momentos de gran tensión e intensidad que culminaron cuando Shushunova hizo su salto y la nota unánime de los seis jueces fue de 10. Shusunova se proclamaba así campeona olímpica, el único título que le faltaba en su carrera. 
Silivaș pudo paliar su desencanto y resarcirse en las finales por aparatos, en las que ganó tres medallas de oro (suelo, barra de equilibros y barras asimétricas), y fue bronce en salto, tras la soviética Svetlana Boguínskaya y la rumana Gabriela Potorac. Por lo tanto Silivaș se marchó de Seúl habiendo conseguido un verdadero éxito: seis medallas, tres de ellas de oro. Además había igualado la marca de siete dieces en una sola competición olímpica que tenía Nadia Comaneci.

## Retirada
Aquejada por una lesión de rodilla, solo pudo ser segunda en los campeonatos de Europa de 1989, por detrás de la nueva figura de la gimnasia mundial, Svetlana Boguínskaya, aunque consiguió vencer en suelo. En los Mundiales de Stuttgart de ese mismo año acabó en la 12º posición en la competición individual, pero hizo una exhibición en las finales por aparatos ganando tres medallas de oro, de nuevo en suelo, barra de equilibrios y barras asimétricas.
Tras los mundiales de 1989 hubo de someterse a un tratamiento para la rodilla. Esto unido a los acontecimientos políticos desatados en Rumanía ese mismo año, que llevaron entre otras cosas al cierre del centro nacional de entrenamiento en Deva, significaron el fin de su carrera como gimnasta.
Daniela Silivaș fue la gimnasta más joven en ser incluida en el "Salón de la Fama de la Gimnasia Internacional", en 2002. Sus nueve oros individuales en Campeonatos del Mundo y Juegos Olímpicos permanecen como una marca no igualada por ninguna gimnasta. Actualmente vive en Estados Unidos, está casada y es entrenadora.